# Dexiosoma caninum
Dexiosoma caninum là một loài ruồi trong họ Tachinidae.